# Saint-Soulan
Saint-Soulan é uma comuna francesa na região administrativa de Occitânia, no departamento de Gers. Estende-se por uma área de 12,31 km². Em 2010 a comuna tinha 163 habitantes (densidade: 13,2 hab./km²).